# World Championship Soccer 2
World Championship Soccer 2 é um Jogo eletrônico de futebol, lançado para o console Sega Mega Drive em 1994.
Na década de 2010, este jogo acabou virando uma febre entre os “adoradores de antiguidade” depois que foi divulgado que Jon Hare (um dos mais famosos desenvolvedores de games de futebol) participou de sua criação.
Em 2017, World Championship Soccer 2 foi eleito o 18o melhor jogo eletrônico de futebol de todos os tempos, pela revista inglesa especializada em futebol Four-Four-Two.

## Geral
O jogo tem a visão lateral do campo, tem marcação de faltas e pênaltis, e há distribuição de cartões, embora o juiz não esteja presente no campo.
A torcida se manifesta quando é marcado um gol, e quando uma bola passa perto do gol.
Os goleiros (que pelas regras da FIFA devem ter um uniforme diferenciado dos demais jogadores) atuam com camisetas de manga curta e sem luvas. Coisa rara em jogos de futebol.
Todos os jogadores possuem cabelos longos. Só variando a cor.
Você pode escolher entre vários times de futebol do mundo inteiro e pode usar vários recursos iguais aos jogos FIFA, incluindo escolha automática entre formações de defesa e de ataque, além de estratégias.
Há uma série de diferentes opções de jogo e torneios que você pode jogar. O jogo ainda tem uma opção para reproduzir os jogos do Campeonato Mundial de 1986 no México, 1990 na Itália e 1994 nos Estados Unidos.

## Versões
O jogo original entrou no bem reconhecido estilo de caixas azul-delimitada, que são comuns a muitos dos atrasos de liberação dos lançamentos Sega Mega Drive.
O jogo foi re-eventualmente liberados no SEGA Classic Mega Drive. Ele se destaca dos outros títulos desta série, mas é tão claramente que este jogo não é tão comum ou bem sucedido como o resto dos títulos (Cool Spot, Shinobi III, Tale-Spin etc)